# 22829 Paigerin
22829 Paigerin è un asteroide della fascia principale. Scoperto nel 1999, presenta un'orbita caratterizzata da un semiasse maggiore pari a 2,3981302 UA e da un'eccentricità di 0,1896186, inclinata di 3,36828° rispetto all'eclittica.